# 鮑恂
鮑恂，字仲孚，崇德縣（今浙江嘉興桐鄉市）人。明朝初期政治人物。
其早年授學于臨川吳澄，后寫《大易傳義》。元朝至元年間，為溫州路學正。后被召入翰林，沒有赴任。洪武四年，為科舉同考官。十五年，與吉安余詮、高郵張長年、登州張紳等被召入京城。為文華殿大學士，后因老辭職。